# Eugenio Loria
Pour les articles homonymes, voir Loria.
Eugenio Loria, né le 3 janvier 1981, à Bari dans les Pouilles, est un coureur cycliste italien. Principalement actif dans les années 2000, il a remporté deux étapes du Tour du Sénégal en 2007. Son frère jumeau Domenico a également été coureur cycliste.

## Palmarès

### Par année
- 2004
  - Gran Premio due Paesi in Festa
  - 2e du Giro delle Due Province
- 2006
  - Mémorial Daniele Angelini
  - Coppa Comune di Castiglion Fiorentino
  - 2e de la Coppa Penna
  - 2e du Trophée Matteotti amateurs
  - 2e du Grand Prix de la ville de Vinci
  - 3e du Gran Premio La Torre
  - 3e du Circuit de Cesa
  - 3e du Gran Premio Comune di Cerreto Guidi

### Classements mondiaux
| Année           | 2006   | 2007 | 2008 | 2009   |
| --------------- | ------ | ---- | ---- | ------ |
| UCI Europe Tour | 1 162e |      | 903e | 1 079e |
| UCI Africa Tour |        | 45e  |      |        |